# Helsingborg HC
Le Helsingborg HC Red Skins est un club de hockey sur glace de Helsingborg en Suède. Il évolue en Division 1, le troisième échelon suédois.

## Historique
Le club est créé en 1977.

## Palmarès
- Aucun titre.